# راه بزرگ آبی
راه بزرگ آبی (ایتالیایی: La grande strada azzurra) یک فیلم به کارگردانی جیلو پونته‌کوروو است که در سال ۱۹۵۷ منتشر شد.

## بازیگران
- ایو مونتان
- آلیدا والی
- فرانسیسکو رابال
- اومبرتو اسپادارو
- ترنس هیل
- پیتر کارستن
- فدریکا رانکی